# NGC 5073
NGC 5073 est une galaxie spirale barrée vue par la tranche et située dans la constellation de la Vierge. Sa vitesse par rapport au fond diffus cosmologique est de 3 062 ± 22 km/s, ce qui correspond à une distance de Hubble de 45,2 ± 3,2 Mpc (∼147 millions d'al). NGC 5073 a été découverte par l'astronome germano-britannique William Herschel en 1785.
La classe de luminosité de NGC 5073 est III et elle présente une large raie HI. Elle renferme également des régions d'hydrogène ionisé. La luminosité de la galaxie NGC 5073 dans l'infrarouge lointain (de 40 à 400 µm)  est égale à 2,95 × 1010 {\displaystyle L_{\odot }} (1010,47{\displaystyle L_{\odot }}) et sa luminosité totale dans l'infrarouge (de 8 à 1 000 µm) est de 3,98 × 1010 {\displaystyle L_{\odot }} (1010,6{\displaystyle L_{\odot }}).
À ce jour, 14 mesures non basées sur le décalage vers le rouge (redshift) donnent une distance de 34,100 ± 6,059 Mpc (∼111 millions d'al), ce qui est légèrement à l'extérieur des valeurs de la distance de Hubble. Notons cependant que c'est avec la valeur moyenne des mesures indépendantes, lorsqu'elles existent, que la base de données NASA/IPAC calcule le diamètre d'une galaxie et qu'en conséquence le diamètre de NGC 5073 pourrait être d'environ 46,0 kpc (∼150 000 al) si on utilisait la distance de Hubble pour le calculer.